# Nashua, New Hampshire
Nashua là một thành phố thuộc quận Hillsborough trong tiểu bang New Hampshire, Hoa Kỳ. Thành phố có diện tích 520 km2, dân số theo điều tra năm 2000 của Cục điều tra dân số Hoa Kỳ là 86.605 người, là thành phố lớn thứ nhì của tiểu bang, sau thành phố Manchester (dân số 107.219 người). Dân số năm 2009 ước khoảng 87.566 người . Được xây dựng từ ngành dệt may (nay đã ngưng), trong cách thập niên gần đây thành phố đã phát triển và đã hai lần được bầu chọn là nơi tốt nhất để sinh sống ở Hoa Kỳ theo tạp chí Money .